# Шлёбен
Шлёбен (нем. Schlöben) — община в Германии, в земле Тюрингия. 
Входит в состав района Заале-Хольцланд. Подчиняется управлению Бад Клостерлаусниц.  Население составляет 932 человека (на 31 декабря 2010 года). Занимает площадь 15,89 км².